# Rhombophryne alluaudi
Espèce
Synonymes
- Dyscophus alluaudi Mocquard, 1901
- Phrynocara laeve Boettger, 1913
- Plethodontohyla alluaudi (Mocquard, 1901)
- Plethodontohyla laevis tsianovohensis Angel, 1936

Statut de conservation UICN

 LC  : Préoccupation mineure
Rhombophryne alluaudi est une espèce d'amphibiens de la famille des Microhylidae.

## Répartition

Aire de répartition de Rhombophryne alluaudi.

Cette espèce est endémique de Madagascar. Son aire de répartition concerne l'Est et le Sud-Est de l'île, depuis la réserve spéciale d'Anjanaharibe-Sud jusqu'au parc national d'Andohahela mais également la réserve spéciale d'Ambohitantely dans le centre. Elle est présente entre 100 et 1 500 m d'altitude,.

## Description
Rhombophryne alluaudi mesure de 40 à 60 mm. Son dos est brunâtre avec de grandes taches irrégulières foncées. Son ventre est jaunâtre et est taché de sombre au niveau de la gorge (les mâles ont une gorge entièrement sombre). La face interne des pattes postérieures présente des ocelles blanchâtre. La peau de son dos est lisse ou finement granuleuse.

## Étymologie
Cette espèce est nommée en l'honneur de Charles Alluaud qui a récolté les spécimens concernés.

## Publications originales
- Angel, 1936 : Matériaux herpétologiques recueillis à Madagascar par M. Roger Heim, chargé de Mission. Description de deux formes nouvelles. Bulletin du Muséum National d'Histoire Naturelle, sér. 2, vol. 8, p. 125-129.
- Boettger, 1913 : Reptilien und Amphibien von Madagascar, den Inseln und dem Festland Ostafrikas. in Voeltzkow, Reise in Ost-Afrika in den Jahren 1903-1905 mit Mitteln der Hermann und Elise geb. Heckmann-Wentzel-Stiftung. Wissenschaftliche Ergebnisse. Systematischen Arbeiten. vol. 3, no 4, p. 269-376 (texte intégral).
- Mocquard, 1901 : Note préliminaire sur une collection de reptiles et de batraciens recueillis par M. Alluaud dans le sud de Madagascar. Bulletin du Muséum national d'histoire naturelle, vol. 7, p. 251-256 (texte intégral).